# Стерн, Дэвид
Дэвид Джоэл Стерн (англ. David Joel Stern; 22 сентября 1942, Нью-Йорк — 1 января 2020, Нью-Йорк) — комиссар Национальной баскетбольной ассоциации (НБА) с 1984 по 2014 год. Свою работу в НБА начал как внешний консультант, с 1978 года занимал должность главного консультанта, а в 1980 году стал исполнительным вице-президентом. С 1984 года по 2014 год являлся комиссаром Лиги, сменив на этой должности Ларри О’Брайена. Стерн был членом попечительного совета Рутгерского университета, председателем попечительского совета Колумбийского университета. Был также членом Совета по международным отношениям.
25 октября 2012 года Стерн объявил, что сложит с себя полномочия комиссара НБА 1 февраля 2014 года. Своим преемником на этом посту он назвал Адама Сильвера. 8 августа 2014 года был введён в Зал славы баскетбола в качестве функционера, который сделал значительный вклад в развитие баскетбола; в 2016 году стал также членом Зала славы ФИБА.

## Ранние годы
Родился 22 сентября 1942 года в Нью-Йорке в еврейской семье. Вырос в Тинеке (Нью-Джерси). Окончил среднюю школу Тинека. Поступил в Рутгерский университет, где в 1960 году вступил в Sigma Delta Chapter братства Sigma Alpha Mu. В 1963 году окончил университет с отличием, а в 1966 году окончил Школу права Колумбийского университета. Позже он сдал государственные экзамены и был принят в коллегию адвокатов.

## Национальная баскетбольная ассоциация

### Ранняя работа
После окончания юридической школы Стерн присоединился к юридической фирме Proskauer, Rose, Goetz & Mendelsohn (теперь Proskauer Rose), которая долгое время представляла интересы НБА. Он был ведущим адвокатом, представляющим фирму в деле Робертсон против Национальной баскетбольной ассоциации («иск Оскара Робертсона»), знаменательном судебном процессе, возбужденном против НБА звездным игроком Оскаром Робертсоном. Стерн помог лиге заключить соглашение, которое позволило провести слияние НБА и АБА в обмен на отмену НБА пункта «опцион» в контракте игроков и разрешение игрокам впервые стать свободными агентами.
В 1978 году Стерн покинул Proskauer Rose и стал главным юрисконсультом НБА при комиссаре Ларри О’Брайене. К 1980 году О’Брайен повысил Стерна до должности исполнительного вице-президента НБА по коммерческим и юридическим вопросам, что сделало Стерна фактически ответственным за маркетинг, телевидение и связи с общественностью лиги. За это время Стерн заключил два знаковых соглашения с Ассоциацией игроков НБА (NBPA): тестирование на наркотики и ограничение заработной платы команды. Согласно отчету Los Angeles Times за август 1980 года, от 40 до 75 процентов игроков НБА употребляли кокаин. НБА стала первой из крупных спортивных лиг Северной Америки, внедрившей политику тестирования на наркотики. Оба этих соглашения укрепили положение Стерна в кругах НБА.

### Комиссар Национальной баскетбольной ассоциации
1 февраля 1984 года Стерн стал комиссаром НБА, сменив О’Брайена в период восстановления лиги после самого мрачного периода. Вместо маркетинга команд лиги он переключил внимание на её звездных игроков, таких как Мэджик Джонсон и Ларри Берд, а также Майкл Джордан и Чарльз Баркли с драфта НБА 1984 года, который состоялся вскоре после вступления Стерна в должность. Приход Джордана, в частности, открыл новую эру коммерческого вознаграждения для НБА. С ним пришли его чутье и талант к игре, что привело к заключению контрактов на обувь с Nike, что помогло привлечь к лиге ещё больше внимания на национальном уровне.

## Основные события в НБА во время руководства Стерна
- Строительство 28 новых арен (10 с 1999 года)
- Переезд 5 команд НБА («Клипперс», «Кингз», «Гриззлис», «Хорнетс» и «Суперсоникс»/«Тандер»)
- 7 новых команд в НБА («Хорнетс», «Тимбервулвз», «Хит», «Мэджик», «Гриззлис», «Рэпторс» и «Бобкэтс»)
- Утверждение дресс-кода НБА
- Переименование Трофея финала НБА (англ. NBA Finals Trophy) в Кубок Ларри О’Брайена (англ. Larry O'Brien Trophy)
- Переименование звания MVP финалов НБА (англ. NBA Finals MVP Trophy) в Самый ценный игрок финала НБА имени Билла Расселла (англ. Bill Russell NBA Finals Most Valuable Player Award)
- Всего 8 разных команд выигрывали Кубок Ларри О’Брайена за 29 лет его руководства.

## Личная жизнь и смерть
Был женат на Диане Бок Стерн, у них двое сыновей.
12 декабря 2019 года у Стерна произошло кровоизлияние в мозг, он перенёс экстренную операцию. Умер в Нью-Йорке 1 января 2020 года в возрасте 77 лет.